# Bába z ledu
Bába z ledu é um filme de drama tcheco de 2017 dirigido e escrito por Bohdan Sláma. Foi selecionado como representante de seu país ao Oscar de melhor filme estrangeiro em 2018.

## Elenco
- Bozena Cerná - Bozenka
- Marek Daniel - Petr
- Josef Jezek - Bohous
- Tadeás Kalcovský - Jirka
- Zuzana Krónerová - Hana
- Karolína Kuczová - Klára
- Katerina Kuczová - Majda